# Église de Monastir
L'église de Monastir, située dans la ville de Monastir en Tunisie, est une église catholique construite en 1862 avant l'instauration du protectorat français. Elle est détruite en 1957 pour permettre l'extension de la ville.

## Historique de l'église
L'installation de négociants européens et la présence d'esclaves capturés à l'époque de la course sont à l'origine des premiers lieux de culte chrétien dans la ville. À la suite de démarches du curé de Sousse, le père Agostino da Reggio, Sadok Bey offre un terrain dans la médina sur lequel on bâtit une église en 1862. Le premier prêtre capucin en est Giuseppe Antonio.
Dès l'instauration du protectorat, l'archevêque de Carthage, Charles Lavigerie, envisage d'y créer une école. C'est chose faite à partir du 14 novembre 1882, lorsque quatre religieuses ouvrent un établissement scolaire qui accueille bientôt soixante filles et vingt garçons.
La communauté chrétienne de Monastir est tellement réduite qu'il devient difficile de trouver un prêtre, même en mentionnant que le presbytère se trouve près de la plage. En 1921, elle se monte à 300 paroissiens bien que le nombre puisse grimper à 600 durant l'été. Après deux ans de vacance, un nouveau curé arrive en 1923 avec de grandes ambitions puisqu'il songe à bâtir une nouvelle église dans une huilerie ancienne que l'archevêché loue depuis des décennies mais le projet reste sans suite. Les offices continuent dans le vieil édifice situé dans la rue de l'église donnant sur l'artère portant le nom de Sadok Bey. Le seul effort financier réalisé par le diocèse est la location en 1937 d'une maison pour le curé en remplacement du presbytère devenu insalubre.
En 1947, un fait divers scandalise la petite communauté : la cloche de l'église est dérobée malgré ses 200 kg. Le voleur finit par être arrêté et condamné à 40 000 francs de dommages et intérêts et quelques mois de prison. De la cloche on ne retrouve que quinze morceaux.
À partir de 1950, le projet de bâtir une nouvelle église n'arrivant pas à se concrétiser, les offices sont transférés dans la chapelle des sœurs.
L'indépendance de la Tunisie met fin au projet. Sous le prétexte de permettre l'extension de la ville, la vieille église est détruite en 1957. D'après une lettre du 16 juillet de cette année-là, la municipalité s'engage à fournir un terrain en contre-partie mais la promesse n'est pas tenue.
Les offices continuent de se tenir dans la chapelle des sœurs jusqu'en juin 1981, date à laquelle elles sont expropriées pour permettre la construction de la gare de la ligne Sousse-Monastir.
|      | Baptêmes | Mariages | Sépultures |
| ---- | -------- | -------- | ---------- |
| 1900 | 10       | 1        | 6          |
| 1910 | 15       | 1        | 6          |
| 1920 | 9        | 1        | 4          |
| 1930 | 7        | 0        | 4          |
| 1940 | 5        | 0        | 4          |
| 1950 | 10       | 2        | 5          |
| 1960 | 0        | 0        | 0          |
| 1970 | 6        | 0        | 0          |
| 1980 | 2        | 0        | 2          |

## Prêtres responsables de la paroisse
- Père Giuseppe Antonio (1862-?) ;
- Padre Bonaventura (?-1891) ;
- Abbé Franco (1891-1915) ;
- Abbé Fortuna (1919-1921) ;
- Monseigneur Guyot (1923-1925).